# Leucípides (filles de Leucip)

El rapte de les filles de Leucip, de Rubens

Les Leucípides, en la mitologia grega, són les filles de Leucip, el germà d'Afareu i de Tindàreu.
Leucip va tenir en realitat tres filles, Hilaïra, Febe i Arsínoe, però només són conegudes com a Leucípides les dues primeres, que es van casar amb Càstor i Pòl·lux respectivament, i eren els seus cosins germans, per ser fills de Tindàreu.
La història de les Leucípides es resumeix en la lluita que va enfrontar, per la seva causa, els Dioscurs amb dos dels fills d'Afareu, Idas i Linceu.
En les formes més antigues del mite, s'explica que durant el banquet que els Dioscurs van oferir Esparta a Eneas i Paris, que hi havien anat a visitar Menelau, però amb el secret propòsit de raptar Helena, els fills d'Afareu, embriagats, van retreure als seus cosins, Càstor i Pòl·lux el fet d'haver-se casat sense haver pagat el dot. Els Dioscurs, enfadats van convertir la disputa en una batalla. Un d'ells va morir, però van matar Idas i Linceu.
En les formes recents del mite, les Leucípides estaven promeses amb els dos fills d'Afareu, i van ser raptades pels Dioscurs.
Una tradició local esmentada per Pausànias, presenta les Leucípides com a filles d'Apol·lo, i Leucip era només el pare mortal. L'altra germana, Arsínoe, va tenir com a amant Apol·lo, i Idas va lluitar amb el déu a causa de Marpessa. Pausànias, seguint una tradició dels messenis, diu que era la mare d'Asclepi.